# Colt Double Eagle
Die Colt Double Eagle ist eine halbautomatische Double-Action-/Single-Action-Pistole von Colt Defense. Die Waffe wurde von 1989 bis 1997 in den Vereinigten Staaten hergestellt.
Das Design der Colt Double Eagle basiert auf der Colt M1911, ebenso dessen Stangenmagazin. Es wurden Double Eagles in Standardgröße (Full size), aber auch als kompaktere Versionen (Commanders model, Officers model) für diverse Kaliber und Schreckschusswaffen-Modelle hergestellt. Diese Waffenfamilie heißt Series 90.